# 5976 Калатаджин
5976 Калатаджин (5976 Kalatajean) — астероїд головного поясу, відкритий 25 вересня 1992 року.
Тіссеранів параметр щодо Юпітера — 3,324.